# 제1차 펠로폰네소스 전쟁
제1차 펠로폰네소스 전쟁(First Peloponnesian War, 기원전 460년 - 기원전 445년)는 스파르타가 맹주를 맡고 있는 펠로폰네소스 동맹과 다른 동맹국(보이오티아 등)과 아테네가 맹주를 맡고 델로스 동맹 사이에서 싸운 전쟁이다.
제1차 펠로폰네소스 전쟁은 스파르타와 아테네 간에 〈삼십년 평화 조약〉(기원전 446년 겨울- 기원전 445년)을 비준함으로써 끝이 났다. 이 평화 조약의 규정에 따라서 양측은 제국의 주요 부분을 유지했다. 아테네는 바다에 대한 지배를 계속하였으며, 스타르타는 육지에 대한 지배를 지속했다. 메가라는 다시 펠로폰네소스 동맹으로 복귀하였고, 아이기나는 조공을 바치기는 했지만, 자치를 유지하며 델로스 동맹의 구성원이 될 수 있었다. 이 두 맹동 간의 전쟁은 기원전 431년부터 기원전 404년까지 재계되었으며, 그것이 유명한 펠로폰네소스 전쟁이다.

## 개요
이 전쟁은 제2차 신성 전쟁(기원전 449년 - 기원전 448년)과 상대적으로 작은 충돌의 연속으로 구성되어 있다.
서전은 해군력이 우세했던 아테네가 우세했지만, 기원전 457년의 타나그라 전투에서 패배하면서 점차적으로 고전을 면치 못했다. 그러나 오이노피타 전투에서 보이오티아에 승리를 거두며, 보이오티아를 정복하고, 아이기나를 굴복시켜 델로스 동맹의 구성원에 추가했다. 또한 아테네는 페르시아에 반란을 일으킨 이집트가 요청한 원군을 보냈지만, 페르시아 군에게 패하고, 부대는 기원전 454년에 괴멸되었다. 이 대패는 기원전 451년에 스파르타와의 5년간의 휴전의 원인이 되었다. 그러나 평화는 오래 가지 못하고 제2차 신성 전쟁이 발발하며 전투가 재개되었다. 또한 기원전 448년에 보이오티아는 아테네에 반기를 들었고, 코로네이아에서 아테네 군을 물리치고 독립을 회복했다.
전쟁은 기원전 445년에 아테네와 스파르타가 강화조약을 맺으면서 끝났고, 이후 30년간의 평화가 비준되었다.(30년 평화 조약) 그래서 양국은 모두 세력 범위의 주요 부분을 유지하였고, 아테네는 주로 바다를, 스파르타는 육지를 지배했다. 그러나 기원전 431년에 펠로폰네소스 전쟁이 다시 발발했다.

## 배경
제1차 펠로폰네소스 전쟁의 원인은 여러 가지로 들 수 있다. 예를 들어, 아테네의 장성 건설, 메가라의 변절, 스파르타의 ‘아테네 제국’에 대한 경계 등이 있다.
제1차 펠로폰네소스 전쟁이 일어나기 불과 20년 전까지만 해도 아테네와 스파르타는 함께 페르시아를 상대로 공동으로 그리스-페르시아 전쟁에 대처했다. 이 전쟁에서 스파르타는 현대의 학자들이 ‘헬레네 동맹’(Hellenic League)이라고 부르는 패권을 쥐게 되었고, 기원전 479년 결정적인 승리로 끝난 미칼레 전투를 전면적으로 지휘하게 되었다. 페르시아를 그리스 본토에서 물리친 후 그리스의 반격에서도 양국은 주도적인 역할을 했다. 아테네는 에이온을, 스파르타는 비잔티움을 페르시아의 세력권에서 분리시켰다. 그러나 스파르타의 총사령관으로 파견된 파우사니아스 장군의 난폭하고, 참주적인 행동으로 동맹 도시들은 스파르타에 대한 불만이 높아졌고, 그들은 아테네로 뭉쳤다. 그리고 아테네는 페르시아의 재침에 대비하여 기원전 478년에 델로스 동맹을 결성하여 맹주의 자리에 올랐다.

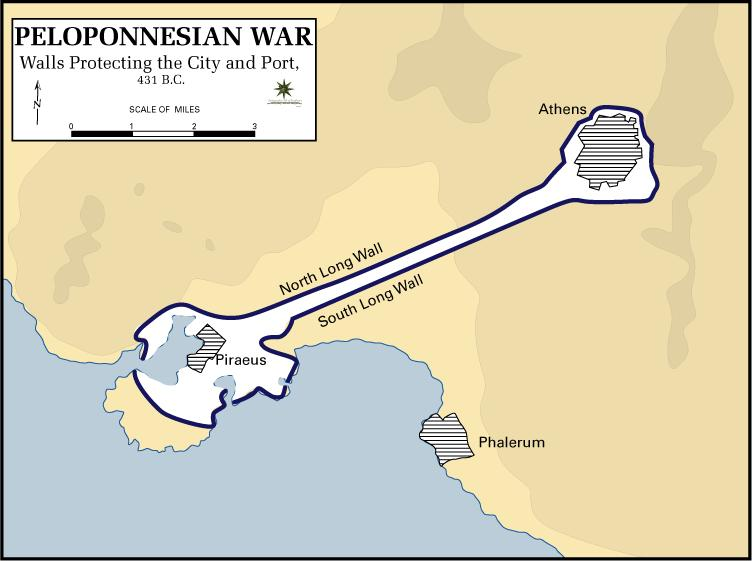
아테네와 피라이우스를 연결하는 장성

이 시점에서도 아테네와 스파르타의 관계는 나쁘지 않았다. 예를 들어, 아테네에서는 반 스파르타 노선을 취하고 있던 테미스토클레스가 기원전 470년대에 도편 추방되었다. 그의 지위에는 마라톤 전투에서 페르시아 제국을 물리친 밀티아데스의 아들이며, 친 스파르타 파인 키몬이 올랐다. 하지만 전쟁의 조짐은 기원전 460년대 말, 타소스 인이 반란을 일으켰을 때, 타소스 인들은 스파르타에게 아티카를 침공을 해달라고 요청했다. 스파르타가 그것을 받아들이기는 했지만 지진과 헤일로타이와 위성 도시의 반란으로 실행에 이르지는 못했다. 스파르타는 아테네가 장성을 완성하기 전에 자신들의 우수한 병력으로 아테네를 기습할 계획을 하고 있었지만, 이 반란으로 실행을 하지 못했다.
전쟁의 직접적인 원인은 스파르타에서 일어난 헤일로타이의 반란이었다. 이 반란을 스스로의 힘으로 진압하지 못하자, 스파르타는 오래된 헬레네 동맹에 호소하며 동맹국과 아테네에 원군을 요청했고, 아테네는 키몬이 이끄는 4000명을 보냈다. 그러나 투키디데스에 따르면 그들의 행동에서건, 아니면 아테네군의 등장에서건 스파르타군을 모욕한 것이 되었고, 스파르타는 동맹국 중 아테네 군만 홀대했다. 이러한 행위는 키몬의 정치적 신뢰를 파괴하였고, 이것으로 에피알테스가 주도하는 아테네의 반대파들에 의해 공격을 받았으며, 이런 낭패를 당한 직후 도편 추방당했다. 스파르타의 적대 행위에 대한 증거는 명백했고, 아테네는 대응을 하기로 결정했다. 아테네는 페르시아에 대항하여 만들어진 헬레네 동맹을 탈퇴하고, 북방의 강력한 국가인 테살리아와 스파르타의 동맹국 코린트와 분쟁으로 펠로폰네소스 동맹에서 탈퇴한 메가라, 그리고 수세기동안 스파르타의 천적이었던 아르고스와 동맹을 맺고 대결 자세를 밝혔다. 동시에, 아테네는 반란에서 스파르타에 패배해 추방당한 헤일로타이를 코린트 만에 있는 나우파크토스에 정착시켜 주었다. 기원전 460년경, 아테네는 코린트와 다른 여러 펠로폰네소스 국가들과 분쟁을 벌였고, 더 큰 전쟁이 임박한 것은 막을 수 없는 사실이었다.

## 전초전

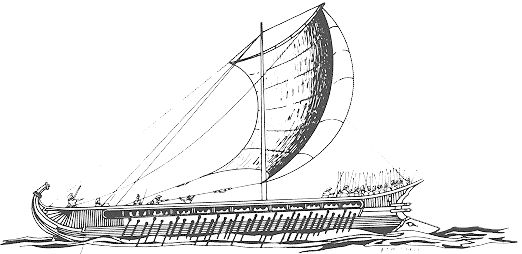
그리스의 삼단노선, 그리 도시 국가의 주요 전선이었다

그 무렵 페르시아의 지배하에 있던 리비아의 왕 이나로스가 이집트의 대부분을 페르시아 왕 크세르크세스 2세로부터 이반시키고 반기를 들었다. 이나로스는 아테네에 원군을 요청했고, 아테네는 키프로스에 있던 함대 200척을 보냈다. 그리하여 아테네는 그리스의 모든 적과 싸우고 있어서, 여러 전선에 군을 분산시켜 싸우게 되었다.
기원전 460년과 그 이듬해, 아테네는 펠로폰네소스의 여러 국가들과 연합한 많은 주요 전투를 치러야 했다. 육지에서 아테네는 코린토스와 에피다우로스의 군대에게 헬리에이스에서 패배를 당했지만, 바다에서는 케크뤼팔레이아(아이기나와 에피다우로스 해안 사이의 작은 섬)에서 승리를 거두었다.
사로니코스 만에서의 아테네의 공세에 놀라서, 아이기나는 펠로폰네소스 동맹의 강력한 함대와 연합하여 아테네와 전쟁 상태에 접어들었다. 이어진 해전에서, 아테네는 힘겨운 승리를 거두었고, 70척의 아이기아, 펠로폰네소스 함선을 나포했다. 그 직후 레오크라테스가 이끄는 군대가 아이기나를 침공하여 도시를 포위했다.
아테네가 이집트 등 여러 전선에 군을 분산시키고 있기 때문에 코린토스는 소홀해진 메가라를 침공했다. 코린토스는 메가라를 방어하기 위해서 아테네가 아이기나에 전개해 있는 군대를 다시 불러들일 것이라고 생각했다. 그러나 아테네는 아이기나의 군대를 움직이지 않았고, 노년부대(51세 ~ 59세)와 청년부대(18세~19세)를 동원하여 뮈로니데스의 지휘 하에 메가라로 보냈다. 그들은 코린토스 군과 호각으로 싸웠고, 진지를 고수하며 양군 모두 잘 싸웠다. 노인부대에 조롱당한 코린토스 군은 12일 후에 다시 돌아왔으나, 아테네 군에게 패배를 당했다. 전투 후 코린토스 군 대부분이 주위를 도랑으로 둘러싸인 막 다른 농장으로 퇴각하는 바람에 아테네 군에게 포위되어 섬멸당했다.

## 아테네의 승리

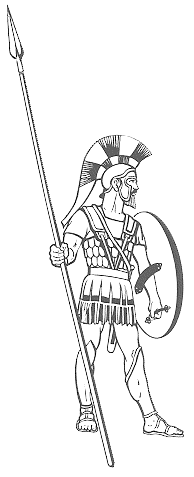
대부분의 그리스 도시 국가의 주요 병력이었던 호프라이트

### 타나그라
같은 도리스 인이라는 동질감으로 스파르타와 오랜 동맹을 맺고 있던 보이오스, 퀴티니온, 네소네온 등의 도시를 포함한 도리스가 아테네의 동맹국 포키스를 침공하여 전쟁이 발발했다. 그래서 어린 왕 플레이스토아낙스 대신 니코메데스 장군이 이끄는 스파르타의 중장보병 1,500명과 그 동맹국 병력 10,000명이 도리스에 파견되어 포키스에 점령한 도시를 내놓으라는 조약을 강요했다. 그러나 해로로 돌아가는 길인 크사 만을 아테네 함대가 지키고 있었고, 육로로 돌아가는 길에도 게라네이아 고개를 넘는 육로는 아테네와 메가라와 페가이가 점령하고 있었기 때문에 보이오티아로 향했다.
반면 아테네는 아르고스 군 1,000명 등과 동맹에서 지원한 총 14,000명의 군대로 출격했다. 그중 테살리아 기병은 도중에 스파르타 측을 배신하게 된다. 그리고 기원전 457년에 〈타나그라 전투〉가 벌어졌다. 양군 모두 수 많은 사망자를 내긴 했지만, 스파르타와 기타 동맹군의 승리로 끝났다. 그리고 스파르타와 동맹군은 메가라로 들어가 게라네이아 고개를 넘어 귀국했다.

### 아테네의 정복
아테네는 뮈로니데스가 이끄는 군대를 보이오티아에 파견했고, 〈오이노피타 전투〉에서 보이오티아 군을 물리치고, 타나그라의 방벽을 무너뜨리고, 포키스와 로크리스를 지배 하에 두었다. 테바이를 제외한 모든 보이오티아를 세력 하에 두어 전쟁 국면을 만회할 수 있었다. 잠시 후 아이기나가 아테네에 굴복하였고, 아이기나의 방벽을 무너뜨리고, 선박을 제공하여 공금을 거두게 되었다. 또한 아테네는 톨미데스가 이끄는 함대를 파견하였으며, 그들은 펠로폰네소스반도를 일주하면서 스파르타의 조선소를 방화하고, 칼키스를 함락시켰으며, 시키온에 상륙하여 시키온에 승리를 거두었다.

## 아테네의 패배
이집트에서 일어난 반란을 돕는 아테네에 대처를 하기 위해, 페르시아 왕은 처음에 아티카 침공을 부추기기 위해 메가바소스에게 자금을 주어 스파르타로 보냈지만 실패했고, 메가바소스는 아시아로 되돌아 갔다. 그리고 메가비조스가 대군과 함께 이집트로 파병되었다. 육로로 이집트에 도착하자마자 메가뷔조스는 이집트와 그 동맹군을 물리치고, 아테네와 그 동맹군으로부터 멤피스를 탈환했다. 기원전 454년, 그들이 틀어박힌 나일강의 프로소피티스 섬을 1년 6개월의 공성전 끝에 함락시켰다. 아테네와 그 동맹군은 거의 전멸당하고 약간의 인원만이 키레네로 피신했다. 이나로스는 잡혀서 십자가형에 처해졌다. 이 사건은 아테네의 에게해에 대한 제해권을 크게 뒤흔들었고, 이후 몇 년 동안 아테네는 델로스 동맹의 재편과 세력 하에 있는 지역의 안정화에 부심했다.
한편 테살리아에서 추방된 테살리아 왕 오레스테스가 아테네에 자신의 복위를 요구했고, 그것을 수용한 아테네는 그의 도움을 받아 보이오티아 군과 함께 파르살로스를 침공했지만, 테살리아 기병이 오레스테스의 복위가 이뤄지지 않아 되돌아 가버렸기 때문에 목적을 이루지 못하고 퇴각을 해야 했다.
이후 페가이에서 페리클레스가 이끄는 함대가 출항하고 시키온 인들을 물리치고, 아카이아인과 함께 아카르나니아를 침공했지만 함락시키지 못하고 돌아갔다.
3년 후인 기원전 451년에 키몬이 도편 추방을 끝내고, 아테네로 돌아오자, 아테네는 그에게 스파르타와의 강화를 협상하라고 위탁했다. 키몬은 아테네와 펠로폰네소스 양 진영 사이에서 5년간의 휴전 조약을 체결했고, 그후 몇 년간 아테네는 에게 해에 노력을 집중했다.

## 휴전 이후
그리스에서의 분쟁에서 해방된 아테네는 추방이 풀려 돌아온 키몬의 지휘 하에 키프로스에 출병하여 기원전 450년, 살라미스 해전에서 페르시아 함대를 물리치고 키티온을 점령했다. 그러나 이 전투에서 키몬이 전사했기 때문에, 아테네 함대는 키티온을 떠나 페니키아 인, 키프로스 인, 길리기아 인과 싸운 후 귀국했다.
한편 스파르타는 제2차 신성 전쟁에 출병하여 델포이를 포키스에서 분리, 독립시켰다. 반면 기원전 448년, 아테네가 출병하여 델포이를 포키스에 다시 넘겨주었다. 기원전 448년, 보이오티아에서 아테네의 지배에 대한 반란이 일어나 아테네 장군 톨미데스가 이끄는 중장보병 1,000명과 다른 동맹국 병력이 보이오티아로 출격하여 카이로네이아를 점령하고 수비대를 두었다. 기원전 447년의 코로네이아 전투에서 보이오티아, 로크리스, 에우보이아 군에게 패배를 당한 아테네는 보이오티아를 포기하고 포로를 송환하는 조건으로 강화했다.
아테네가 코로네이아 전투에서 패배를 당하자 용기를 얻은 에우보이아는 아테네에 반기를 들었다. 페리클레스가 반란을 진압하러 갔지만, 메가라가 코린토스, 시키온, 에피다우로스의 도움을 얻어 반란을 일으켰기 때문에, 스파르타의 아티카 침공을 경계했던 페리클레스는 에우보이아에서 철수를 했다. 그 후 스파르타의 왕 플레이스토아낙스가 이끄는 군대가 아티카를 침공하여 휩쓸었지만, 페리클레스의 설득과 뇌물을 받고 그 이상을 하지 않고 귀국했다. 이후 플레이스토아낙스는 이 행위로 탄핵을 당해 지불할 수 없을 정도의 벌금을 부과받고 추방당했다. 스파르타의 위협이 없어진 후, 페리클레스는 에우보이아에 걸친 반란을 진압하고 협약을 체결했다. 헤스티아이아에서는 아테네인들이 주민들을 추방하고 그곳을 점령했다.

## 결과
에우보이아의 반란을 진압하고 얼마되지 않은 기원전 446년 또는 기원전 445년에 아테네와 스파르타 사이에서 〈삼십년 평화 조약〉이 체결되었다. 아테네가 점령한 니사이아, 페가이, 트로이젠, 아카이아 등을 펠로폰네소스 측에 반환하고 그 대가로 스파르타는 델로스 동맹을 인지시켰다. 그러나 이 평화는 절반 미만의 세월 밖에 계속되지 않고 기원전 431년 펠로폰네소스 전쟁이 발발했다.